# Asger Christensen
Pour les articles homonymes, voir Christensen.
Asger Christensen, né le 8 janvier 1958 à Tarm au Danemark, est un homme politique danois, membre de Venstre. Il est élu député européen en 2019.

## Biographie
Asger Christensen est agriculteur de profession depuis 1982. Il occupe à ce titre plusieurs responsabilités au sein d'associations locales d'agriculteurs, préside la fédération des métiers de la viande et siège au sein du conseil de l'agriculture. Il travaille également comme représentant pour Arla Foods et Danish Crown.
Engagé au sein du parti Venstre, il est élu conseiller municipal de Kolding lors des élections de novembre 2013. Il est réélu pour un second mandat en novembre 2017. Lors de son second mandat, il est président du conseil d'administration du port de la ville, poste dont il se retire quand il démissionne du conseil municipal en mars 2019.
Il est candidat sur la liste de Venstre aux élections européennes de 2014, mais ne remporte pas de siège au Parlement européen.
En mai 2018, il est de nouveau investi comme candidat aux élections européennes. Lors du scrutin du 26 mai 2019, il fait partie des quatre candidats de Venstre élus au Parlement européen. Après les élections, il siège au sein du groupe Renew Europe et de la commission de l'agriculture et du développement rural. Il est également membre de la commission d’enquête sur la protection des animaux pendant le transport, de sa mise en place en juin 2020 à sa dissolution en décembre 2021. En novembre 2021, il rejoint également la commission de la pêche, dont il devient vice-président.
Candidat aux élections européennes de 2024, il est réélu pour un second mandat. Après le scrutin, il siège au sein des mêmes commissions que lors de la législature précédente.